# 沛綠雅
沛綠雅，或称巴黎水（法語：Perrier， /ˈpɛri.eɪ/ ，法語發音：[pɛʁ.je]），是一個水源來自法國南部的加爾省的天然瓶裝礦泉水品牌。沛綠雅最出名的是它的自然碳酸化，獨特的綠色瓶子、以及比同行更高的碳酸化水平。

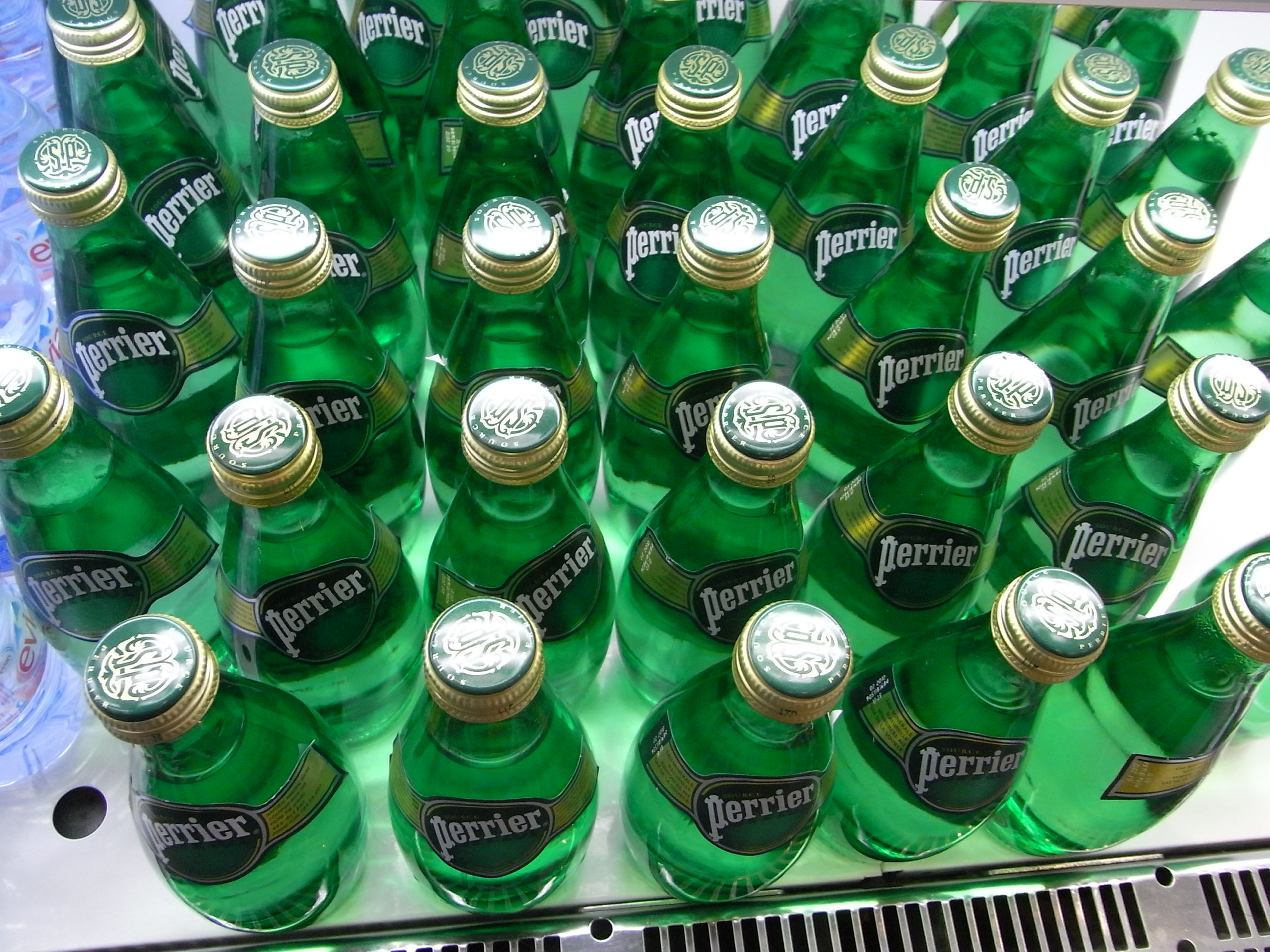

## 關於
沛綠雅的水源是來自天然的碳酸泉。取水后淨化，並且在裝瓶期間，再次添加二氧化碳氣體，使得瓶裝Perrier中的碳酸化水平與韦尔热兹泉水的碳酸化水平相匹配。
沛綠雅有750毫升、330毫升两种规格，在歐洲有200毫升的玻璃瓶和330毫升罐两种规格。在其他市場，也有250毫升的罐装版本。沛綠雅的瓶子都有獨特的“淚滴”形狀，是一種鮮明的綠色。
2001年8月，公司推出了一種使用聚對苯二甲酸乙二醇酯為沛绿雅提供塑料的新瓶裝格式，這是一項研究了11年的改變，以確定哪種材料能最好地幫助 保留水的味道和它所謂的“50萬個氣泡”。
沛綠雅的原味、檸檬和青柠风味已經上市了多年。2007年，Citron Lemon-Lime和Pamplemousse Rose（Pink Grapefruit）風味在美國首次亮相。2015年，法國和美國推出了青蘋果味道。2016年，在法國推出了薄荷味（Saveur Menthe）。
自2002年以來，在法國引入了沛綠雅的新品種，例如，“Perrier Fines Bulles”比原來的碳酸鹽更少，並且是一個藍色的瓶子。 “Perrier Fluo”的香料有姜，櫻桃，薄荷，橙，荔枝，覆盆子和姜檸檬。
沛綠雅和意大利礦泉水品牌San Pellegrino都是雀巢公司所有。

## 歷史
沛綠雅所在法國南部的泉水最初被稱為“Les Bouillens”。虽然中国大陆发售的Perrier名为“巴黎水”，但其实只是音译，与巴黎无关。
1863年6月23日，法國皇帝拿破崙三世頒布御旨，確立法國南部加爾省的韦尔热兹泉水的開採權，在此之前該處的礦泉可以自由開採。法國人Alphonse Granier最先成立公司，利用該泉水推出浴泉及飲水礦泉水，1869年遇上火災，公司倒閉。
1888年，當地一名農夫與法國南部城市尼姆的醫生路易·沛綠雅（Louis Perrier），收購該泉水。1898年，公司由皮賀亞獨資經營，他發現該處水或有治療作用，泉水自此成為法國國家資產。
1903年，英國人約翰·哈姆斯沃斯（John Harmsworth）入股該公司，並以「Perrier」為該泉水命名，開始出售瓶裝水，1905年，該水成為英王御用礦泉水。1906年，沛綠雅泉水公司（La Compagnie de la Source Perrier）成立，兩年後在倫敦舉行的英法展覽會贏得全年礦泉水銷售大獎，出售量為500萬支水。
不過，直至1914年，該泉水一直以英國皇室御用產品而盛行於大英帝國及殖民地，銷售量一千萬支。在英國人的寵愛下，這種法國水在巴黎的知名度，反不及倫敦、香港、新加坡或新德里等地。從1914年至1933年，該公司的銷售持續增至1820萬支，840萬支屬出售之用，1933年，莊·閑士逝世。
在多年發展下，1990年沛綠雅面臨商譽危機。當時美國南科羅里達州有研究發現沛綠雅水中含有石油化工基本原料苯，需要在美國大舉回收，沛綠雅多番為事件解畫，指有一名員工濾水時犯了錯誤，導致事件，泉水並未受污染。

2004年，購入沛綠雅的雀巢公司宣布重組沛綠雅，翌年重組計劃因未向員工進行足夠諮詢，宣告難產。

## 丑闻

### 糞便汙染與非法處理方式
2024年3月10日，法國衛生總局指出，沛綠雅在法国加尔省的水井疑似遭到糞便细菌污染，水中检测出大肠杆菌和铜绿假单胞菌。雀巢公司暂停受影响水井的运营，并召回200万瓶气泡水，同时将污染源归咎于3月中旬的莫妮卡风暴。4月25日，法国卫生总局下令销毁200万瓶气泡水。另外，检方指控沛綠雅使用了紫外線燈、碳過濾和其他不得用於「天然」礦泉水的方式處理礦泉水，沛綠雅也承認指控。2025年5月19日，法国参议院调查委员会的报告指出，雀巢公司存在消费者欺诈行为，政府有关部门涉嫌包庇企业。另外，雀巢公司的非法水处理行为早在2020年就有出现。

## 外部連結
- 沛綠雅官方網站 （页面存档备份，存于）
- 沛綠雅台灣官方網站 （页面存档备份，存于）